# یواس‌اس کانتوکوک (۱۸۶۴)
یواس‌اس کانتوکوک (۱۸۶۴) (به انگلیسی: USS Contoocook (1864)) یک کشتی بود که طول آن ۲۹۶ فوت (۹۰ متر) بود. این کشتی در سال ۱۸۶۴ ساخته شد.